# Charles-Grégoire de Beauchamps
Pour les articles homonymes, voir Beauchamps.
Charles-Grégoire, marquis de Beauchamps, seigneur de Grand-Fief, Champfleury, la Neponthiére en Saintonge, de Baimont, Varzé et la Mellé (25 juillet 1731, Cherbonnières - 5 mai 1817, Paris), est un général et homme politique français, député aux États généraux de 1789.

## Biographie
Charles-Grégoire de Beauchamps est le fils d'Henri de Beauchamps, seigneur de Charbonnières et de Grand-Fief, chanoine de l'église Sainte-Radegonde de Poitiers, et de Madeleine de Lescours.
Il embrassa la carrière des armes, prit part à la bataille de Rosbach (5 novembre 1757), y reçut quatorze blessures et put rapporter sur sa poitrine son drapeau en lambeaux. Il était colonel et mestre de camp de cavalerie, lorsqu'il fut élu en avril 1789 député de la noblesse aux États généraux pour la sénéchaussée de Saint-Jean-d'Angély. 
Très attaché aux idées de l'Ancien Régime, mais plus habile à manier l'épée que la parole, il pria son compatriote et son ami Regnault de Saint-Jean-d'Angély, bien que d'opinion opposée, de rédiger en son nom une vigoureuse protestation contre les actes de l'Assemblée, ce qui fut fait. 
Beauchamp émigra auprès de Liège, où il avait des propriétés ; à l'approche des armées républicaines, il courut prévenir lui-même les ducs d'Angoulême et de Berry, qui purent échapper avec lui ; mais tous ses biens de France et de Belgique furent confisqués. En 1802, il voulut se faire rayer de la liste des émigrés, et réclama, dans ce but, la protection de Regnaud de Saint-Jean-d'Angély, très haut placé en ce moment auprès du premier consul. Regnault lui répondit que sa demande était arrêtée par certaine protestation retrouvée dans les dossiers de la police : « Eh ! sans doute, dit de Beauchamp, celle que tu avais rédigée pour moi. » Il fut rayé de la liste et put rentrer en France. 
À la rentrée des Bourbons, il sentit se réveiller en lui son vieux dévouement monarchique, et, en 1815, avant les Cent-Jours, âge de 84 ans, il écrivit à Louis XVIII : « On ne compte plus ses années, sire, quand il s'agit de défendre un roi que l'on adore ; j'avais demandé ma retraite à Votre Majesté, à cause de mon grand âge, et dans l'espoir où j'étais que l'universalité des Français aimerait à jouir de la bienfaisante constitution que venait d'accorder Votre Majesté. Puisque je suis aussi cruellement détrompé, disposés de moi, Sire, désignés moi un poste, soyez sûr de ma fidélité et je remerciera Dieu de m'avoir fait vivre aussi longtemps pour pouvoir prouver à Votre Majesté mon dévouement sans borne. Paris, rue Saint André des Arts, no 55. » 
Il fut promu au grade de maréchal de camp, le 29 février 1816, et mourut l'année d'après.

### Vie familiale
Il épousa en premières noces Mlle van Buel, fille du président du conseil ordinaire et sœur du bourgmestre de Liège, et veuve de Louis Lambert de Liverlo, bourgmestre de Liège ; en secondes noces à Mlle de Rosen, fille du bourgmestre de Liège et veuve de Ferdinand van der Heyden, bourgmestre de Liège. Il eut également une relation avec Ferdinande de Horion, veuve de Maximilien d'Arberg de Valengin (nl) et nièce de François-Charles de Velbrück, dont il eut une fille marié à Antoine-Augustin Renouard.